# The Mask: The Animated Series
The Mask: The Animated Series is een animatieserie gebaseerd op de film The Mask en de stripserie The Mask. De serie liep drie seizoenen van 1995 t/m 1997, en kreeg een spin-off in de vorm van een kort lopende stripreeks getiteld Adventures of The Mask.
In 1995 werd de serie uitgebracht op VHS. Een dvd-uitgave van de serie is nooit verschenen, op twee afleveringen na. Deze werden in 2006 in een pakket verkocht met de film Son of the Mask.

## Overzicht
De animatieserie combineerde elementen van de originele strip en de film. De film diende voornamelijk als basis, maar er waren een paar duidelijke verschillen. Zo kon Stanley Ipkiss in de animatieserie het masker ook overdag gebruiken en kwam Tina Carlyle in de serie niet voor. In plaats daarvan was journaliste Peggy Brandt de vrouwelijke hoofdrolspeelster. Er zijn echter in de serie wel aanwijzingen dat deze zich na de film afspeelt. Zo is Charlie, Stanley's collega, ervan op de hoogte dat Stanley The Mask is, en is Stanley nog altijd kwaad op Peggy omdat ze hem aan Dorian Tyrell uitleverde in de film.
De animatieserie had een 'realistisch' uiterlijk maar vertrouwde ook grotendeels op Tex Avery-stijl humor en brak vele wetten van realiteit. Zo worden politieagenten in de serie neergezet als bijzonder domme figuren die zelfs de duidelijkste aanwijzingen niet zien of snappen.
Ook een aspect dat over is genomen uit de film is de nachtclub CoCo Bongo, die The Mask nog vaak bezoekt.
In de serie bevecht Stanley als The Mask een groot aantal vijanden. Veel van deze vijanden zijn parodieën op schurken van DC Comics, en ook een paar van Marvel Comics. Ook Walter, een vijand van de Mask uit de stripserie, kwam in de animatieserie voor.

## Cast
- Rob Paulsen - Stanley Ipkiss (ook bekend als The Mask)
- Frank Welker - Milo, Baby Forthwright
- Mark L. Taylor - Charlie Schumaker
- Heidi Shannon - Peggy Brandt
- Neil Ross - Lt. Mitch Kellaway
- Jim Cummings - Doyle, Kablamis
- Kevin Michael Richardson - Mayor Mitchell Tilton
- Tim Curry - Pretorius
- Charlie Adler - Pete
- Jeff Bennett - Eddie (ook bekend als Fish Guy)
- Cam Clarke - Doc (ook bekend als Putty Thing)
- Mary McDonald-Lewis - Mrs. Francis Forthwright
- Glenn Shadix - Lonnie the Shark
- Ben Stein - Dr. Arthur Neuman

## Afleveringen

### Seizoen een
1. Pilot: The Mask is Always Greener on the Other Side
2. Baby's Wild Ride
3. Shadow of a Skillit
4. Sister Mask
5. The Mask Is Always Greener on the Other Side (1)
6. The Mask Is Always Greener on the Other Side (2)
7. Bride of Pretorius
8. Double Reverse
9. Shrink Rap
10. Mayor Mask
11. Martian Mask
12. How Much Is That Dog in the Tin Can?
13. All Hallow's Eve
14. Split Personality
15. Santa Mask

### Seizoen twee
1. A Comedy of Eras
2. Goin' for the Green
3. Flight as a Feather
4. The Good, the Bad and the Fish Guy
5. Malled
6. Channel Surfin'
7. Mask au Gratin
8. Jurassic Mask
9. You Oughta Be in Pictures
10. For All Mask-Kind
11. Up the Creek
12. Boogie with the Man
13. What Goes Around Comes Around
14. All Hail the Mask
15. Power of Suggestion
16. Mr. Mask Goes to Washington
17. Rain of Terror
18. The Mother of All Hoods
19. To Bee or Not to Bee
20. Love Potion No. 8 ½
21. Cool Hand Mask
22. Broadway Malady
23. Enquiring Masks Want to Know
24. Future Mask
25. Sealed Fate
26. (The Angels Wanna Wear My) Green Mask
27. Mutiny of the Bounty Hunters
28. Convention of Evil
29. The Green Marine
30. Counterfeit Mask

### Seizoen drie
1. Little Big Mask
2. Fantashtick Voyage
3. They Came from Within
4. To Have and Have Snot
5. Mystery Cruise
6. The Goofalotatots
7. When Pigs Ruled the Earth
8. The Aceman Cometh

## Crossover
Een van de afleveringen van de serie was een cross-over met de animatieserie Ace Ventura: Pet Detective, die eveneens was gebaseerd op een Jim Carrey-film. In de aflevering wordt Stanleys hond Milo vermist en huurt hij Ace Ventura in om hem te vinden. Aan het eind van de aflevering steelt Ace' aap Spike het masker. De aflevering had een open einde en werd voortgezet in een soortgelijke cross-over in de animatieserie Ace Ventura.